# Paphiopedilum sukhakulii
Paphiopedilum sukhakulii là một loài lan đặc hữu của đông bắc Thailand.

## Hình ảnh

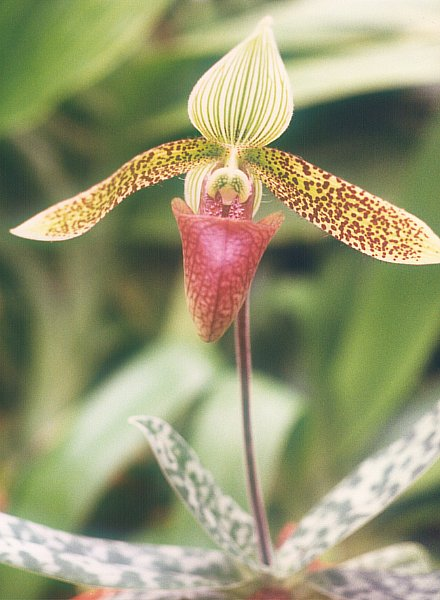
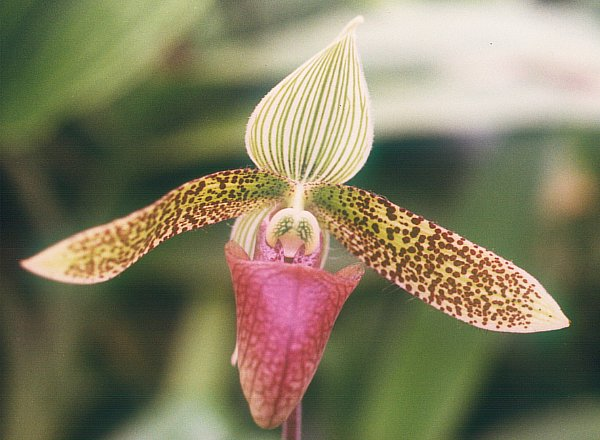
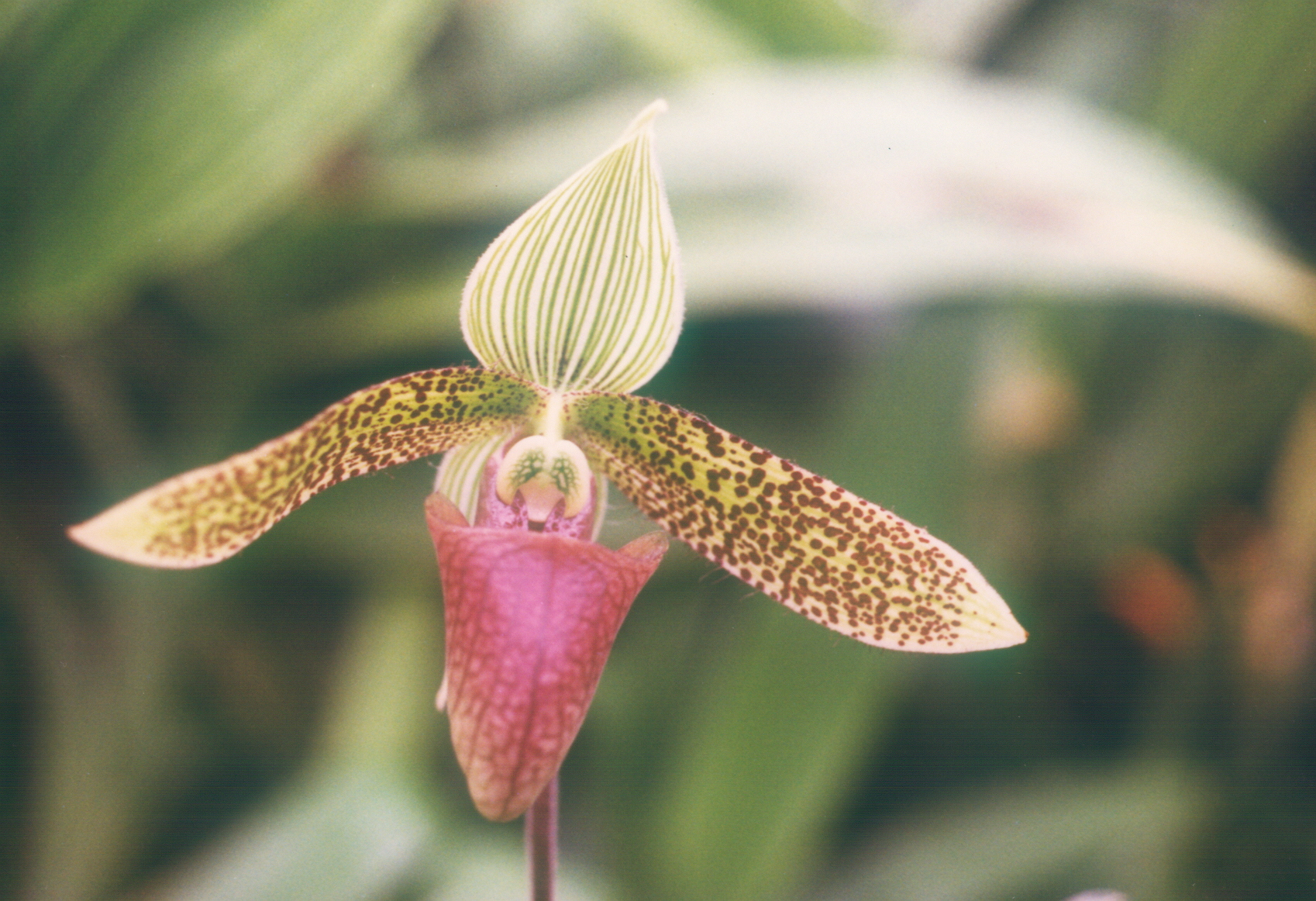
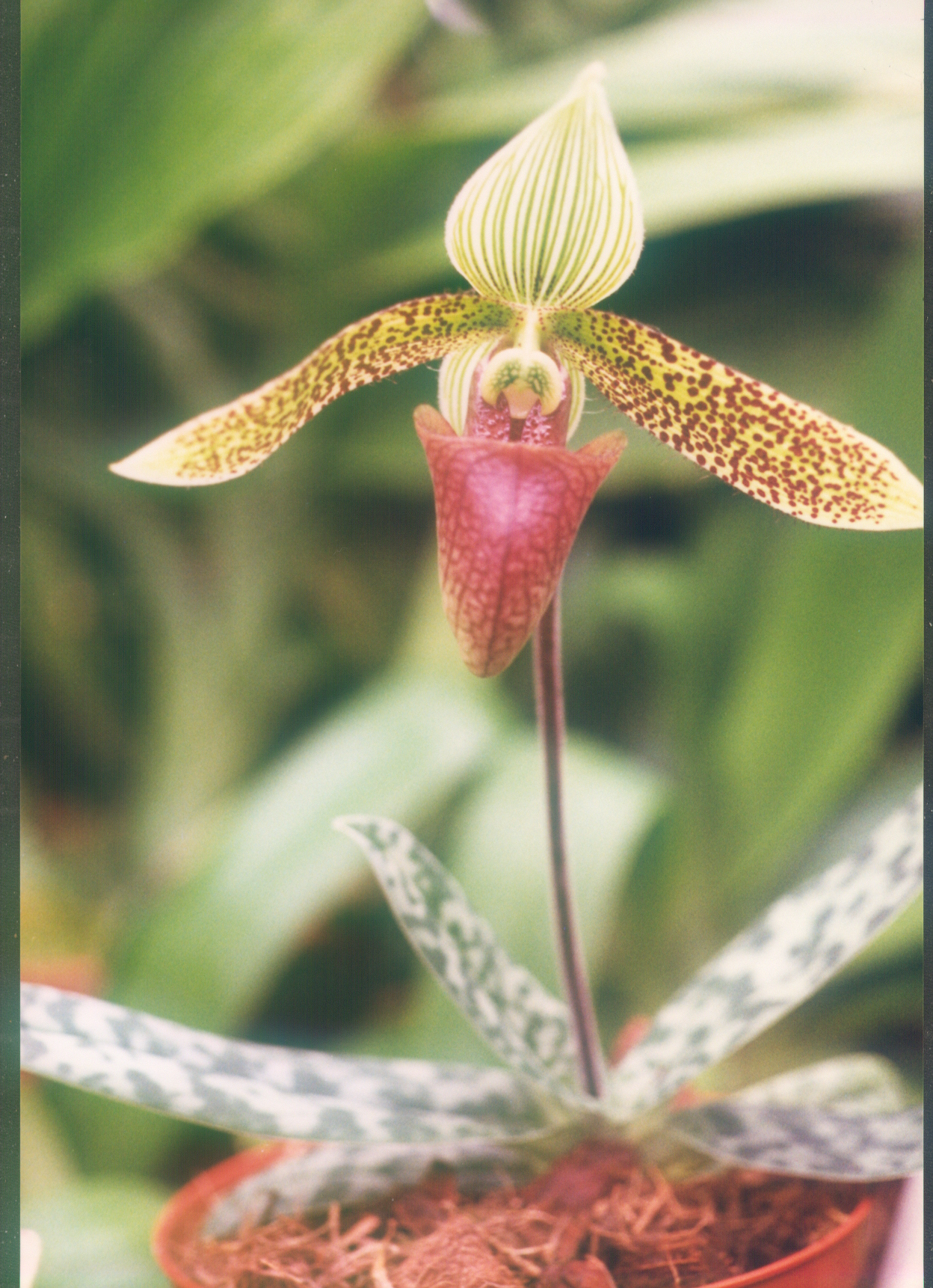